# 香川県道191号富熊宇多津線
香川県道191号富熊宇多津線（かがわけんどう191ごう とみくまうたづせん）は、香川県丸亀市から綾歌郡宇多津町にいたる一般県道である。

## 概要
起点の堂の元交差点以南は香川県道22号善通寺綾歌線当交差点以東のバイパスとして機能しており、丸亀市綾歌支所前で国道32号と接続。そのまま南進すればニューレオマワールドに達する。

### 路線データ
- 起点：丸亀市綾歌町富熊（香川県道22号善通寺綾歌線交点）
- 終点：綾歌郡宇多津町新開（宇多津町新開交差点、香川県道186号大屋冨築港宇多津線交点、香川県道193号川津丸亀線上）

## 路線状況

### 重複区間
- 国道438号（坂出市川津町）
- 香川県道193号川津丸亀線（綾歌郡宇多津町本村東・宇多津町本村交差点 - 綾歌郡宇多津町新開・宇多津町新開交差点（終点））

## 地理

### 通過する自治体
- 丸亀市
- 坂出市
- 綾歌郡宇多津町

### 交差する道路
| 交差する道路                                                         | 市町村名 | 市町村名 | 交差する場所 | 交差する場所              |
| -------------------------------------------------------------------- | -------- | -------- | ------------ | ------------------------- |
| 香川県道22号善通寺綾歌線                                             | 丸亀市   | 丸亀市   | 綾歌町富熊   | 起点                      |
| 香川県道18号善通寺府中線                                             | 丸亀市   | 丸亀市   | 飯山町東坂元 | 飯山町一里塚交差点        |
| 国道438号 重複区間起点                                               | 坂出市   | 坂出市   | 川津町       |                           |
| 国道438号 重複区間終点                                               | 坂出市   | 坂出市   | 川津町       | 井手ノ上交差点            |
| 香川県道193号川津丸亀線 重複区間起点                                 | 綾歌郡   | 宇多津町 | 本村東       | 宇多津町本村交差点        |
| 国道11号 国道319号 重複                                              | 綾歌郡   | 宇多津町 | 津ノ郷       | 津ノ郷交差点              |
| 香川県道186号大屋冨築港宇多津線 香川県道193号川津丸亀線 重複区間終点 | 綾歌郡   | 宇多津町 | 新開         | 宇多津町新開交差点 / 終点 |

### 沿線
- 坂出インターバスターミナル
- 宇多津町立宇多津小学校